# Gerónimo Cardozo
Gerónimo Cardozo (* 10. August 1938 in Villa del Cerro, Montevideo; † 26. März 2016) war ein uruguayischer Militär und Diplomat.
Cardozo trat 1957 in die uruguayische Luftwaffe ein und schloss 1960 an der Escuela Militar de Aeronáutica eine Ausbildung zum Piloten erfolgreich ab. 1968 wurde er in den Rang eines Kapitäns erhoben. Später erreichte der zum Umfeld des Generals Líber Seregni gezählte Cardozo in seiner militärischen Laufbahn den Rang eines Brigadegenerals. Während der Phase der aufkommenden zivil-militärischen Diktatur in Uruguay nahm er dieser Bewegung gegenüber eine oppositionelle, verfassungsschützende Haltung ein und wurde 1972 verhaftet. Am 9. Februar 1973 wurde er aus der Haft entlassen. 1976 musste er ins Exil nach Mexiko gehen. Von dort aus beteiligte er sich aktiv am Kampf für die Wiederherstellung der Demokratie in seiner uruguayischen Heimat. Auch half er als Pilot den Sandinisten bei den Revolutionsvorbereitungen in Nicaragua. Nach seiner Rückkehr aus dem Exil im Jahre 1985 wirkte er zunächst an der Seite des späteren Staatspräsidenten Tabaré Vázquez als Direktor für Internationale Beziehungen in der Intendencia von Montevideo. 1995 wurde er Hauptgeschäftsführer der Zeitung La República.
Cardozo, den eine Freundschaft mit Hugo Chávez verband, wurde am 24. Mai 2005 als Nachfolger des am Folgetag aus dem Amt geschiedenen Julio César Benítez Sáenz zum uruguayischen Botschafter in Venezuela ernannt und hatte dieses Amt bis zum 22. Juni 2009 inne. Während der Präsidentschaftswahl 2014 leitete er das Beraterteam des späteren Wahlsiegers Vázquez. Vom 22. September 2014 bis zum 1. April 2015 wirkte er in Nachfolge von Ariel Bergamino als Botschafter Uruguays in Kuba. Er wurde auf dem Cementerio Parque del Recuerdo bestattet.